# Espai de protecció arqueològica
Un espai de protecció arqueològica (EPA) és una figura de protecció del patrimoni cultural català, atorgada per l'Administració de la Generalitat de Catalunya.
Segons la llei són llocs que no han estat declarats com a béns culturals d'interès nacional (BCIN) on, per proves materials, per antecedents històrics o per altres indicis, es presumeix l'existència de restes arqueològiques o paleontològiques, susceptibles d'ésser estudiades en profunditat amb la metodologia arqueològica, tant si es troben a la superfície com si es troba en el subsòl o sota les aigües.
En un EPA, no es poden fer obres o actuacions de promoció pública o privada, siguin del tipus que siguin (urbanístiques, agrícoles, forestals, extractives, d'infraestructures...) sense autorització del Departament de Cultura de la Generalitat.

## Exemple
- Vil·la romana del Collet (Calonge)